# Alihan Lukmanovics Zsabrailov
Alihan Lukmanovics Zsabrailov (orosz nyelven: Алихан Лукманович Жабраилов) (1994. április 19. –) orosz szabadfogású birkózó. A 2019-es birkózó-világbajnokságon bronzérmet szerzett 92 kg-os súlycsoportban, szabadfogásban.

## Sportpályafutása
A 2019-es birkózó-világbajnokságon a 92 kg-osok súlycsoportjában megrendezett bronzmérkőzés során a moldovai Georgii Rubaev volt ellenfele, akit 3–2-re legyőzött.